# Warner Bros. Animation
Este artículo se refiere al estudio fundado en 1980. Para su predecesor, véase Warner Bros. Cartoons. Para la división de animación de películas de Warner Bros. desde 2013, véase Warner Bros. Pictures Animation.
Warner Bros. Animation es un estudio de animación estadounidense con sede en Burbank, California. Es propiedad de Warner Bros. Entertainment, una subsidiaria de Warner Bros. Discovery. Es uno de los estudios de animación más famosos de Estados Unidos. 
Como sucesor de Warner Bros. Cartoons, que estuvo activo desde 1933 hasta 1969, el estudio está estrechamente asociado a los personajes de Looney Tunes y Merrie Melodies, entre otros. Warner Bros. restableció su división de animación en 1980 para producir obras relacionadas con Looney Tunes. Desde 1990, Warner Bros. Animation se dedica a series de televisión animadas, especialmente las relacionadas con personajes de DC Comics, empresa filial de la propia Warner Bros.
El estudio es el principal encargado de las Películas animadas originales del Universo DC.

## Historia

### 1970–1986: Restauración del estudio
El estudio original de Warner Bros. Cartoons, así como todas las divisiones de producción de cortos de Warner Bros., cerraron en 1969 debido al aumento de los costes y a la disminución de los beneficios de la producción de cortos. Se contrataron empresas de animación externas para producir nuevas animaciones relacionadas con los Looney Tunes para los especiales de televisión y los anuncios a intervalos regulares. En 1975, Chuck Jones, antiguo alumno de Warner Bros. Cartoons, comenzó a producir una serie de especiales de los Looney Tunes en su estudio de animación Chuck Jones Productions, el primero de los cuales fue Carnival of the Animals. Estos especiales, y un largometraje retrospectivo de los Looney Tunes de 1975 titulado Bugs Bunny: Superstar (distribuido por United Artists, anterior propietario de la biblioteca anterior a 1950 de Warner Bros.), llevaron a Jones a producir The Bugs Bunny/Road Runner Movie para Warner Bros. en 1979. Esta película mezclaba los cortos clásicos de Looney Tunes/Merrie Melodies con envoltorios de Bugs Bunny recién producidos que introducían cada dibujo animado. Warner Bros. respondió al éxito de esta película restableciendo su propio estudio de dibujos animados.
Warner Bros. Animation abrió sus puertas en 1980 para producir películas recopilatorias y especiales de televisión protagonizados por los personajes de los Looney Tunes. El jefe inicial del estudio fue Hal Geer, que había sido el editor de efectos de sonido del estudio original durante sus últimos días, y pronto se le unió Friz Freleng, que dejó DePatie-Freleng (que se convirtió en Marvel Productions tras ser vendida a Marvel Comics), y volvió a Warner como productor ejecutivo. Los nuevos envoltorios de The Looney Looney Looney Bugs Bunny Movie (1981), Bugs Bunny's 3rd Movie: 1001 Rabbit Tales (1982) y Daffy Duck's Fantastic Island (1983) contaron con material de un nuevo personal de Warner Bros. Animation, compuesto principalmente por veteranos de la época dorada de los dibujos animados de la WB, incluidos los guionistas John Dunn y Dave Detiege.
En 1986, Frelen se había marchado, y Hal Geer también dejó el cargo al año siguiente. Geer fue sustituido brevemente por Steven S. Greene, quien a su vez fue reemplazado por la antigua secretaria de Freleng, Kathleen Helppie-Shipley, que encabezaría un importante renacimiento de la marca Looney Tunes en los años siguientes. El estudio continuó con la producción de proyectos especiales protagonizados por los personajes de los Looney Tunes, produciendo esporádicamente nuevos cortos de los Looney Tunes/Merrie Melodies para los cines como The Duxorcist (1987), Night of the Living Duck (1988), Box-Office Bunny (1990), y Carrotblanca (1995). Muchos de estos cortos, así como las nuevas secuencias de la película recopilatoria Daffy Duck's Quackbusters (que incluye The Duxorcist), fueron dirigidos por Greg Ford y Terry Lennon, así como por Darrell Van Citters.

### 1986–1998: Cambio a la animación televisiva
A partir de 1986, Warner Bros. se dedicó a la producción regular de animación para televisión. La división de televisión de Warner Bros. fue creada por la presidenta de Warner Bros. Animation, Jean MacCurdy, que incorporó al productor Tom Ruegger y a gran parte de su personal de la serie Un cachorro llamado Scooby-Doo (1988-1991) de Hanna-Barbera Productions. Se instaló un estudio para la unidad de televisión en la torre de oficinas del Imperial Bank Building, adyacente a la Sherman Oaks Galleria, al noroeste de Los Ángeles. Darrell Van Citters, que trabajaba en Disney, se encargaría de los nuevos cortos de Bugs Bunny, antes de marcharse para formar Renegade Animation en 1992. La primera serie de televisión animada de Warner Bros., Tiny Toons (1990-1995), se produjo conjuntamente con Amblin Entertainment, y presentaba a jóvenes personajes de dibujos animados basados en determinadas estrellas de los Looney Tunes, y fue un éxito. Posteriormente, Amblim Entertainment y Warner Bros. produjeron más programas de televisión como Animaniacs (1993-1998), sus derivados Pinky y Cerebro (1995-1998) y Pinky, Elvira y Cerebro, además de ¡Fenomenoide! (1995-1997), continuando con la tradición del humor de los Looney Tunes.
Warner Bros. Animation también comenzó a desarrollar programas basados en los personajes de los cómics de su empresa hermana DC Comics. Estos programas, entre los que se encuentran Batman: La serie animada (1992-1995), Superman: La serie animada (1997-1999), Batman del futuro (1999-2001) y Liga de la Justicia/Liga de la Justicia Ilimitada (2001-2006), resultaron muy populares entre niños y adultos. Estas series formaban parte del Universo Animado de DC. En 1993 se produjo una película derivada Batman: La serie animada, titulada Batman: La máscara del fantasma, que se estrenó en cines. El filme tuvo una buena acogida por parte de la crítica, pero su rendimiento en taquilla fue escaso, aunque después se convirtió en un éxito comercial gracias a sus posteriores lanzamientos en formato doméstico.

#### 1990–2004: Warner Bros. Feature Animation
Durante el auge del renacimiento de la animación a principios de los años 90, Warner Bros. distribuyó sus primeras películas de animación: El Príncipe Cascanueces en 1990, una largometraje de producción canadiense basado en el clásico cuento navideño de E. T. A. Hoffmann El cascanueces y el rey de los ratones; y Rover Dangerfield en 1991, cuyo personaje titular es un perro cuyo aspecto y gestos están inspirados en su actor de voz Rodney Dangerfield. Ambas películas recibieron críticas negativas mixtas, respectivamente, y tuvieron un rendimiento inferior en taquilla debido a la falta de promoción. Tres años después del estreno de Rover Dangerfield, Warner Bros. distribuyó Thumbelina, de Don Bluth, que también recibió críticas mixtas y tuvo un rendimiento inferior en taquilla.
Ese mismo año, Warner Bros., al igual que otros estudios de Hollywood, se dedicó a la animación de largometrajes tras el éxito de El rey león, de Walt Disney Feature Animation. Max Howard, un antiguo alumno de Disney, fue contratado para dirigir la nueva división, que se instaló en Sherman Oaks, cerca del estudio de televisión de Glendale. Turner Feature Animation, que más tarde se fusionó y recibió el nombre de Warner Bros. Feature Animation, al igual que todos los estudios de animación de largometrajes internos, resultó ser una empresa poco exitosa, ya que seis de las siete películas tuvieron un rendimiento inferior al esperado durante sus estrenos en salas de cine (debido a la falta de promoción).
El primer largometraje de animación de Warner Bros. fue Space Jam (1996), un híbrido de imagen real y animación protagonizado por la estrella de la NBA Michael Jordan y Bugs Bunny (Jordan ya había aparecido con los Looney Tunes en varios anuncios de Nike). La película incluía secuencias en acción en vivo dirigidas por Joe Pytka y secuencias de animación dirigidas por Bruce W. Smith y Tony Cervone. Space Jam recibió críticas mixtas, pero fue un éxito en la taquilla. La producción de Space Jam se realizó principalmente en el nuevo estudio de Sherman Oaks, aunque gran parte del trabajo se subcontrató a estudios de animación de todo el mundo.
Antes del éxito de Space Jam, un estudio dirigido por Turner Entertainment que se escindió de Hanna-Barbera ya estaba produciendo películas de animación tras el éxito de las películas de Disney. La primera fue The Pagemaster, una aventura fantástica con las actuaciones de Macaulay Culkin y Christopher Lloyd, con segmentos en acción real que servían de apoyo a la historia de la película. Lanzada por 20th Century Fox, la película tuvo un rendimiento inferior y recibió críticas negativas durante su estreno en 1994. Tras la fusión con Turner y la empresa matriz de Warner Bros., Time Warner, 1996, Turner Feature Animation completó su segundo y último largometraje, Los gatos no bailan (1997), que tuvo una cálida acogida por parte de la crítica y el público, pero cuyo rendimiento fue inferior al esperado debido a la escasa comercialización y a la escasa publicidad.
Al año siguiente, su siguiente película, Quest for Camelot (1998), pasó por dificultades de producción y también recibió críticas dispares. Sin embargo, su banda sonora (como una de las canciones, ''The Prayer'') recibió algunos elogios y reconocimientos, incluyendo una nominación al Óscar y una victoria en el Globo de Oro.
El tercer largometraje de animación de Warner Bros. Feature Animation, El gigante de hierro (1999), de Brad Bird, tuvo una acogida positiva por parte de la crítica y el público. Sin embargo, el estudio decidió apresurar su estreno hasta el final del verano con un impulso de marketing apresurado.
La siguiente película, Osmosis Jones (2001), fue otra mezcla de animación y acción en vivo que sufrió otra producción problemática. Esta vez, los segmentos de animación, dirigidos por Piet Kroon y Tom Sito, se completaron mucho antes de que se rodaran los segmentos en imagen real, dirigidos finalmente por Bobby y Peter Farrelly y protagonizados por Bill Murray. La película resultante recibió críticas mixtas y tuvo un rendimiento inferior, aunque tuvo el suficiente éxito en vídeo doméstico como para que el departamento de animación televisiva de Warner Bros. produjera un dibujo relacionado para los sábados por la mañana, Ozzy & Drix (2002-2004), para su cadena de televisión The WB.
Tras los estrenos de El gigante de hierro y Osmosis Jones, todo el personal de largometrajes y de televisión se redujo y se trasladó a las instalaciones más grandes de Sherman Oaks.
Looney Tunes: De nuevo en acción se estrenó en 2003. Se pretendía que fuera el punto de partida para el restablecimiento de las marcas de los dibujos animados clásicos, incluyendo una serie planificada de nuevos cortos de los Looney Tunes, producidos por el guionista y productor de la película, Barry Doyle. Después de que la película, dirigida por Joe Dante (acción real) y Eric Goldberg (animación), recibiera críticas mixtas de los críticos y tuviera un rendimiento inferior en la taquilla, se cerró la producción de los nuevos cortometrajes, y los Looney Tunes han quedado relegados a la televisión desde entonces.

### 1996–presente: Adquisiciones y Warner Bros. Animation en la actualidad
La empresa matriz de Warner Bros., Time Warner, se fusionó con Turner Broadcasting System en 1996, y no sólo recuperó los derechos de los cortos de Looney Tunes y Merrie Melodies vendidos anteriormente, sino que también adquirió otros dos estudios de animación: Turner Feature Animation y Hanna-Barbera Productions. Turner Feature se integró inmediatamente en Warner Bros. Feature Animation, mientras que Hanna-Barbera se fusionó con la propia Warner Bros. Animation. Hasta 1998. Hanna-Barbera operó en su terreno original del 3400 de Cahuenga Boulevard en Hollywood, California, uno de los últimos estudios de ''gran nombre'' con código postal de Hollywood. Las operaciones del estudio, los archivos y su extensa colección de arte se trasladaron entonces al noroeste, a Sherman Oaks. Hanna-Barbera ocupó un espacio en la torre de oficinas adyacente a la galería de Sherman Oaks junto con Warner Bros. Animation.
Con la muerte de William Hanna en 2001, Warner se hizo cargo por completo de la producción de propiedades relacionadas con H-B, como Scooby-Doo, produciendo un flujo constante de películas de Scooby directas a vídeo y dos nuevas series, ¿Qué hay de nuevo, Scooby-Doo? (2002-2006) y Shaggy y Scooby-Doo detectives (2006-2008). La fusión con Turner también dio a Warner Bros. acceso a la biblioteca de Metro-Goldwyn-Mayer anterior a mayo de 1986, que incluía su biblioteca de dibujos animados clásicos (incluidos personajes como Tom y Jerry (creados originalmente por el dúo H-B), Droopy, Barney Bear, Screwy Squirrel, y George y Junior). Desde entonces, Warner Bros. Animation ha coproducido con Turner una serie de películas directas a vídeo protagonizadas por Tom y Jerry. Además de producir contenidos para el mercado diurno, Warner Bros. Animation también produjo Baby Blues con la compañía hermana Warner Bros. Television y 3 South con MTV Animation para el horario de máxima audiencia.
Las series que Hanna-Barbera producía para Cartoon Network de Turner y durante la fusión entre Time Warner/Turner pasaron a producirse en Cartoon Network Studios, empresa hermana de Warner Bros. Animation. En la actualidad, Warner Bros. Animation se dedica exclusivamente a la producción de programas de televisión de dibujos animados y largometrajes directos a vídeo. Produjo muchos de los programas que se emitían en el bloque de programación Kids' WB (los sábados por la mañana) de The CW hasta el 24 de mayo de 2008. Entre estos programas se encuentran Shaggy y Scooby-Doo detectives, Krypto el Superperro, Duelo Xiaolin, The Batman, además de Loonatics Unleashed y Tom and Jerry Tales. En 2007, el estudio se había reducido considerablemente respecto a su tamaño a finales de los años 90. En junio del mismo año, Warner Bros. debujo aún más el estudio, cerrando el de Sherman Oaks y trasladando Warner Bros. Animation al Warner Bros. Ranch en Burbank, California. A principios de 2008. tras la desaparición de Kids' WB, Warner Bros. Animation quedó prácticamente inactiva, con sólo Batman: The Brave and the Bold en producción en ese momento.
Para ampliar la presencia de contenidos online de la compañía, Warner Bros. Animation lanzó el 28 de abril de 2008 el nuevo KidsWB.com (anunciado como T-Works). El sitio web reúne sus principales propiedades de animación en un único entorno en línea que es interactivo y personalizable para los visitantes del sitio. Kids WB ofrece tanto contenidos de producción original como episodios clásicos de animación, juegos y exploración de mundos virtuales. Algunos de los personajes que se utilizarán en el proyecto procedentes de las bibliotecas de la Warner son de los Looney Tunes, Hanna-Barbera, los personajes animados de MGM anteriores a 1986 y los de DC Comics.
En 2009, la cadena hermana Cartoon Network anunció Scooby-Doo! Misterios S.A. en la temporada de otoño 2009-2010, producida por Warner Bros. Animation. Durante esos años, el estudio anunció varios proyectos nuevos como The Looney Tunes Show (antes llamado Laff Riot); un reboot de ThunderCats, y varias series basadas en propiedades de DC Comics como MAD, Green Lantern: The Animated Series y Young Justice.
Warner Bros. Animation también produjo DC Showcase, una serie de cortometrajes protagonizados por superhéroes de cómics menos conocidos, que se estrenaron junto con las películas directas a vídeo basadas en propiedades de DC Comics.

El 30 de julio de 2010 se estrenó Coyote Falls, un dibujo animado en 3D protagonizado por el Coyote y el Correcaminos, siendo la primera vez que Warner Bros. Animation producía un contenido estrenado en salas de cine desde The Karate Guard (el último corto de Tom y Jerry) en 2005, y la primera vez que el estudio de animación utilizaba CGI completo y 3D esteroscópico. A lo largo del año se estrenaron otros dos dibujos animados del Correcaminos (Fur of Flying y Rabid Rider). El 8 de junio de 2011 se anunciaron otros tres cortos: I Tawt I Taw a Puddy Tat con Silvestre, Piolín y la Abuelita, que se estrenó con Happy Feet Two; Daffy's Rhapsody con el Pato Lucas y Elmer Gruñón, que se estrenó con Journey 2: The Mysterious Island; y Flash in the Pain protagonizado por el Coyote y el Correcaminos. Todos estos cortos, dirigidos por Matthew O'Callaghan y producidos por Reel FX Creative Studios, están disponibles en el canal oficial de YouTube de Warner Bros. Animation.
El 27 de octubre de 2014, Warner Bros. Animation produjo su primer programa para Adult Swim, titulado Mike Tyson Mysteries. El estilo de la serie se inspira en gran medida en los dibujos animados de los años 70, sobre todo en las producciones de Hanna-Barbera como Scooby-Doo, Where Are You? y The Funky Phantom; sin embargo, también contiene lenguaje y conceptos para adultos, al estilo de Padre de familia o South Park. Aunque cada episodio incluye un misterio como recurso para enmarcarlo, a menudo éste se ignora por completo, ya que la trama toma otra dirección, y los episodios a veces terminan con cliffhangers que nunca se resuelven.
El 16 de diciembre de 2014, el especial navideño en stop-motion de Warner Bros. Animation, Elf: Buddy's Musical Christmas se estrenó en NBC. Basado en la película de 2003 de New Line, Elf, y en su adaptación musical de Broadway, Elf: The Musical, el especial fue animado en stop-motion al estilo de los especiales navideños de Rankin/Bass Productions, como Rudolph the Red-Nosed Reindeer y Santa Claus Is Comin' to Town. 
El 11 de junio de 2018, Warner Bros. Animation anunció una nueva serie de cortos sobre sus personajes estrella, Looney Tunes Cartoons. Prevista para su lanzamiento en 2019 tanto en plataformas de televisión lineal como en streaming, contaría con 1.000 minutos (o 16 horas y 40 minutos) de nuevos dibujos animados de uno a seis minutos de duración con los personajes estrella de la marca, a los que pondrán voz sus actuales actores de voz en "historias sencillas, basadas en chistes y visualmente vibrantes" que serán interpretadas por múltiples artistas empleando "un estilo visual que resonará entre los fans''. Sam Register, presidente de Warner Bros. Animation, y Peter Browngardt, creador de Secret Mountain Fort Awesome y Uncle Grandpa, serían los productores ejecutivos.
En agosto de 2021, se anunció el nombramiento de Jason DeMarco como vicepresidente sénior de anime y series de acción de larga duración para Warner Bros. Animation y Cartoon Network Studios.

### Warner Animation Group
En enero de 2013, Jeff Robinov (en ese entonces director de la división cinematográfica del estudio) fundó un departamento de desarrollo de guiones para la producción de películas animadas para cine, llamado Warner Animation Group, siendo el sucesor de Warner Bros. Feature Animation. El grupo incluye la participación de John Requa, Glenn Ficarra, Nicholas Stoller, Phil Lord y Chris Miller y Jared Stern. Warner Bros. creó el grupo con la esperanza de que la recepción de taquilla de sus películas sea competitivo con los lanzamientos de otros estudios de animación.
El 7 de febrero de 2014, Warner Animation Group estrenó su primera película, The Lego Movie. Obtuvo críticas positivas y resultó ser un éxito en taquilla. Ese mismo día se informó que Jared Stern y Michelle Morgan fueron contratados para escribir The Lego Movie 2. La secuela fue anunciada para estrenarse el 26 de mayo de 2017, pero más tarde ese año, se informó que una película spin-off de The Lego Movie con Batman podría tomar la fecha de lanzamiento de dicha secuela, retrasándola hasta el 18 de mayo de 2018. En junio de 2016, la fecha de estreno fue movida al 8 de febrero de 2019.

## Filmografía

### Películas
- Batman: la máscara del fantasma (1993)
- Space Jam (1996)
- Los gatos no bailan (1997, Turner Feature Animation, solo distribuidor)
- La Espada Mágica (1998, Nominada al Óscar a la mejor canción original y ganador del Globo de Oro a la mejor canción original)
- El gigante de hierro (1999)
- Osmosis Jones (2001, animación e imagen real)
- Looney Tunes: De nuevo en acción (2003)
- Batman: The Killing Joke (2016)
- Teen Titans Go! to the Movies (2018)

### Video

#### Looney Tunes
- The Bugs Bunny Road Runner Movie (1979)
- The Looney Looney Looney Bugs Bunny Movie (1981)
- Bugs Bunny's 3rd Movie: 1001 Rabbit Tales (1982)
- Daffy Duck's Movie: Fantastic Island (1983)
- Daffy Duck's Quackbusters (1988)
- Tweety's High-flying Adventure (2000)
- Bah, Humduck! A Looney Tunes Christmas (2006)
- Looney Tunes: Rabbits Run (2015)

#### Scooby-Doo
- Scooby-Doo en la Isla de los Zombies (1998)
- Scooby-Doo y el Fantasma de la Bruja (1999)
- Scooby-Doo y los Invasores Alien (2000)
- Scooby-Doo y la Persecución Cibernética (2001)
- Scooby-Doo y la Leyenda del Vampiro (2003)
- Scooby-Doo y el monstruo de México (2003)
- Scooby-Doo y el Monstruo del Lago Ness (2004)
- Hola, Scooby-Doo! (2005)
- Scooby Doo y la Maldición de Cleopatra (2005)
- Scooby Doo: Piratas a la Vista (2006)
- Scooby-Doo y el Abominable Hombre de las Nieves (2007)
- Scooby-Doo y el Rey de los Duendes (2008)
- Scooby-Doo y la Espada del Samurái (2009)
- Scooby-Doo! Abracadabra-Doo (2010)
- Scooby-Doo! Campamento Terrorífico (2010)
- Scooby-Doo! La leyenda del Fantasmasaurio (2011)
- Scooby-Doo! Música del Vampiro (2012)
- Scooby-Doo! Estrella del Circo (2012)
- Scooby-Doo! y la Máscara de Fabulman (2013)
- Scooby-Doo! Stage Fright (2013)
- Scooby-Doo! Frankencreepy  (2014)
- Scooby-Doo! WrestleMania Mystery (2015)
- Scooby-Doo! Moon Monster Madness (2015)
- Scooby-Doo! And Kiss Rock And Roll Mystery (2015)
- Lego Scooby-Doo!: Haunted Hollywood (2016)
- Scooby-Doo! and WWE: Curse of the Seep Demon (2016)
- Scooby-Doo! Shaggy Showndown (2017)
- Scooby-Doo! & Batman: The Brave and the Bold (2018)

#### Tom y Jerry
- Tom y Jerry: El Anillo Mágico (2002)
- Tom y Jerry: ¡Rumbo a Marte! (2004)
- Tom y Jerry: Rápidos y Furiosos (2005)
- Tom y Jerry: Cazadores de Tesoros (2006)
- Tom y Jerry: En el Cascanueces (2007)
- Tom y Jerry: Sherlock Holmes (2010)
- Tom y Jerry: El mago de Oz (2011)
- Tom y Jerry: El valiente Robin Hood (2012)
- La Gigante Aventura de Tom y Jerry (2013)
- Tom y Jerry y el Dragón Perdido (2014)
- Tom and Jerry: Spy Quest (2015)
- Tom and Jerry: Back to Oz (2016)
- Tom and Jerry: Charlie and the Chocolate Factory (2017)

#### Otros
- Tiny Toon Adventures: How I Spent My Vacation (1992)
- El deseo de Wakko (1999)
- ¡Mucha Lucha!: The Return of El Maléfico (2004)
- Kangaroo Jack: G'Day U.S.A.! (2004)
- Mortal Kombat Legends: Scorpion's Revenge (2020)
- Mortal Kombat Leyendas: La batalla de los reinos (2021)

### Series de televisión
- Tiny Toon Adventures (1990-1992)
- Taz-Mania (1991-1995)
- Batman: The Animated Series (1992-1995)
- The Plucky Duck Show (1992)
- Animaniacs (1993-1998)
- The Sylvester & Tweety Mysteries (1995-2002)
- Pinky and the Brain (1995-1998)
- Freakazoid! (1995-1997)
- Superman: The Animated Series (1996-2000)
- Road Rovers (1996–1997)
- Waynehead (1996–1997)
- The New Batman Adventures (1997–1999)
- Histeria! (1998–2000)
- Pinky, Elmyra & the Brain (1998–1999)
- Batman Beyond (1999–2001)
- Detention (1999–2000)
- Baby Blues (2000–2002)
- Static Shock (2000–2004)
- Baby Looney Tunes (2002–2006)
- The Zeta Proyect (2001–2002)
- Justice League (2001–2004)
- ¡Mucha Lucha! (2002–2005)
- Ozzy & Drix (2002–2004)
- What's New, Scooby-Doo? (2002–2006)
- 3-South (2002–2003)
- Teen Titans (2003–2006)
- Duck Dodgers (2003–2005)
- Xiaolin Showdown (2003–2006)
- Justice League Unlimited (2004–2006)
- The Batman (2004–2008)
- Krypto the Superdog (2005–2006)
- Johnny Test (2005–2007)
- Coconut Fred's Fruit Salad Island (2005–2006)
- Loonatics Unleashed (2005–2007)
- Tom and Jerry Tales (2006–2008)
- Shaggy and Scooby-Doo Get a Clue! (2006–2008)
- Legion of Super Heroes (2006–2008)
- Batman: The Brave and the Bold (2008–2011)
- Scooby-Doo! Mystery Incorporated (2010–2013)
- MAD (2010–2013)
- Young Justice (2010–2013; 2019-2022)
- The Looney Tunes Show (2011–2014)
- ThunderCats (2011–2012)
- Green Lantern: The Animated Series (2012–2013)
- Teen Titans Go! (2013–presente)
- Beware the Batman (2013–2014)
- The Tom and Jerry Show (2014–2021)
- Mike Tyson Mysteries (2014–2020)
- New Looney Tunes (2015-2020)
- Be Cool, Scooby-Doo! (2015–2018)
- Bunnicula (2016–2018)
- Right Now Kapow (2016–2017)
- Justice League Action (2016–2018)
- Dorothy and the Wizard of Oz (2017–2020)
- Wacky Races (2017–2019)
- Unikitty! (2017-2020)
- DC Super Hero Girls (2019-2021)
- Scooby-Doo and Guess Who? (2019-2021)
- Green Eggs and Ham (2019-2022)
- Harley Quinn (2019-presente)
- Yabba Dabba Dinosaurs (2020)
- ThunderCats Roar (2020)
- Looney Tunes Cartoons (2020-2023)
- Animaniacs (2020-2023)
- Tom and Jerry in New York (2021)
- Jellystone! (2021-presente)
- Little Ellen (2021-2022)
- Aquaman: King of Atlantis (2021)
- Bugs Bunny Builders (2022-presente)
- Batwheels (2022-presente)
- Velma (2023-2024)
- Gremlins: Secrets of the Mogwai (2023-presente)
- Tiny Toons Looniversity (2023-presente)
- My Adventures with Superman (2023-presente)
- Batman: Caped Crusader (2024-presente)